# Schönthal (Rumänien)

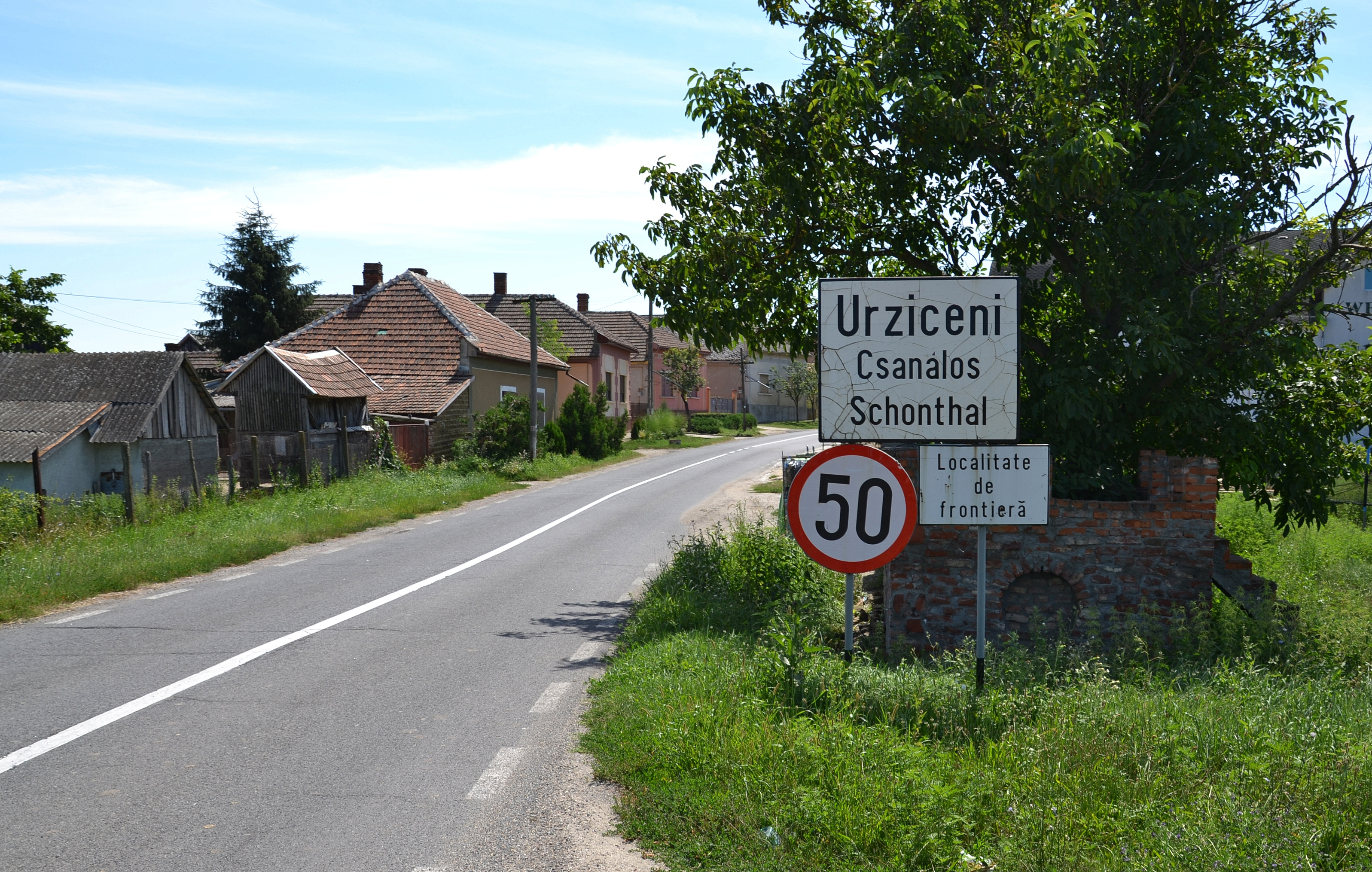
Ortsschild

Schönthal (rumänisch Urziceni [ˈurzitʃenʲ], ungarisch Csanálos), auch Schinal genannt, ist eine Gemeinde im Kreis Satu Mare in Rumänien.
Der Ort ist auch unter den rumänisch veralteten Bezeichnungen Cenaloș, Cienaloș und Ceanaloș bekannt.

## Geographische Lage
Die Gemeinde Schönthal liegt in dem historischen Komitat Sathmar im Nordwesten Rumäniens. Der kleine Grenzort Schönthal befindet sich am Drum național 1F an der Grenze zu Ungarn.

## Demografie
Die Bevölkerungsentwicklung der Gemeinde Schönthal:
| 1880 | 1.162 | 6   | 582   | 532   | 2            |
| 1930 | 1.930 | 314 | 206   | 1.317 | 51           |
| 1956 | 2.076 | 219 | 1.815 | 14    | 28           |
| 2002 | 1.509 | 141 | 1.027 | 339   | 2            |
| 2011 | 1.447 | 154 | 805   | 346   | 142          |
| 2021 | 1.407 | 124 | 1.002 | 215   | 66 (20 Roma) |

Seit 1880 wurde auf dem Gebiet der heutigen Gemeinde die höchste Einwohnerzahl 1956 ermittelt. Die höchste Bevölkerungszahl der Magyaren (1.851) wurde 1941, die der Rumäniendeutschen (1.594) 1920, die der Rumänen 1930 und die der Roma (118) 2011 registriert. 1930 bekannten sich 25 Bewohner als Ukrainer.

## Persönlichkeiten
- József Tempfli (1931–2016), römisch-katholischer Bischof von Oradea Mare.